# لینارس (نارینو)
لینارس (انگلیسی: Linares, Nariño) نام شهری در کشور کلمبیا است.